# Huananpotamon obtusum
Huananpotamon obtusum is een krabbensoort uit de familie van de Potamidae. De wetenschappelijke naam van de soort is voor het eerst geldig gepubliceerd in 1979 door Dai & Chen.